# Richard Kund
Richard Kund, né le 19 juin 1852 à Zielenzig (Province de Brandebourg) et mort le 31 juillet 1904 à Sellin (Rügen), est un officier et explorateur allemand.

## Biographie
Le lieutenant Kund entreprend une expédition, avec le lieutenant Tappenbeck, au sud du fleuve Congo, pour le compte de la Compagnie africaine (Afrikanische Gesellschaft), entre 1884 et 1886, puis une autre à partir de 1887 à l'intérieur de la côte des Batangas et du Kamerun (Cameroun allemand) sur ordre du ministère des Affaires étrangères de Berlin. Kund et Tappenbeck fondent le poste d'observation scientifique de Jaunde (devenu Yaoundé) d'où ils partent pour d'autres missions dans l'arrière-pays, dans la région du fleuve Sanaga. Il découvre une cascade sur la Sanaga qu'il nomme du nom de Nachtigal. Le but des deux explorateurs était d'étudier les possibilités d'exploitation des ressources.
Kund quitte l'Afrique pour des raisons de santé en 1889 (Tappenbeck était mort de malaria auparavant). Il est affecté à l'état-major en mars 1890. Il avait mis au point l'expédition de Batanga qui sera menée par Curt Morgen, Kund étant dans l'impossibilité d'y participer à cause de sa santé.
En 1891, il remet plus de cent objets culturels qu’il avait acquis lors de ses expéditions au musée d'ethnologie de Berlin (Völkerkundemuseum).
Il donne sa démission de l'armée en 1891. Il est nommé major en 1899. La société de géographie de Berlin lui octroie la médaille d'argent Carl Ritter en 1890.
Il meurt sur l'île de Rügen.